# Bjälbo
Bjälbo är en småort i Mjölby kommun och kyrkby i Bjälbo socken som ligger väster om Skänninge i Östergötland. 

## Historia
Bjälbo växte fram där vägarna från Skänninge, Väderstad, Hogstad, Vadstena och Hov sammanstrålade.
Bjälbo var under medeltiden stamsäte för Bjälboätten (ibland kallad Folkungaätten), vilken kom att regera Sverige under perioden 1250–1374. 
Kung Kol stupade enligt en 1400-talshandskrift baserad på en kungalängd från 1300-talet i slaget i Bjälbo, något som i sådana fall bör ha inträffat någon gång före 1173.

### Bjälbo gård
Bjälbo är den av Bjälboättens gårdar som är äldst känd (stamgods). Den förste kände ägaren är Magnus Minnesköld. Västgötalagens lagmanskrönika anger att Bjälbo utgjorde Magnus Minneskölds huvudgård och att Magnus var lagman i Östergötland. Enligt en teori tillhörde Bjälbo ursprungligen Sverkersätten varvid den sverkerättade Ingrid Ylva kan ha fört med sig gården till sin make Magnus Minnesköld. Enligt Erikskrönikan föddes Birger jarl i Bjälbo. Det bör ha skett omkring 1210.
Den sista världsliga ägaren till Bjälbo var Magnus Eriksson (kung av Sverige och Norge 1319–1364), som 1353 skänkte patronatsrätten över Bjälbo kyrka till Skänninge nunnekloster, varefter Magnus mor Ingeborg Håkansdotter 1358 skänkte hela sin del av Bjälbo till klostret. År 1399 bekräftade häradsrätten att Bjälbo gods tillhörde Skänninge nunnekloster. Av det medeltida godset Bjälbo kvarstår idag bara det mäktiga kyrktornet från 1220-talet.  
Ägarlängd i urval
- Magnus Minnesköld
- Ingrid Ylva
- Birger jarl
- Magnus Birgersson
- Ingeborg Håkansdotter
- Magnus Eriksson
- Skänninge nunnekloster

### Bjälbo by
Byn var länge en av de större på östgötaslätten. Vid laga skiftet 1870 bestod den av 16 gårdar. Idag finns fyra gårdar kvar i bykärnan: Bjälbo fogdegård, Bjälbo Trädgård, Bjälbo Norrgård och Bjälbo Östergård med mangårdsbyggnader typiska för 1800-talets andra hälft.